# Easington (Buckinghamshire)
Easington – przysiółek w Anglii, w hrabstwie Buckinghamshire. Leży 13,6 km od miasta Aylesbury, 23,6 km od miasta Buckingham i 70,3 km od Londynu. Easington jest wspomniana w Domesday Book (1086) jako Hesintone.